# Darevskia valentini
Pour les articles homonymes, voir Valentini.
Espèce
Synonymes
- Lacerta muralis var. valentini Boettger, 1892
- Lacerta saxicola mehelyi Lantz & Cyrén, 1936 nec Bolkay, 1919
- Lacerta saxicola terentjevi Darevsky, 1957
- Lacerta valentini spitzenbergerae Eiselt, Darevsky & Schmidtler, 1992

Statut de conservation UICN

 LC  : Préoccupation mineure
Darevskia valentini est une espèce de sauriens de la famille des Lacertidae.

## Répartition
Cette espèce se rencontre en Iran, en Arménie, en Géorgie et en Turquie.
Elle a peut-être été introduite dans l'Ohio.

## Liste des sous-espèces
Selon The Reptile Database (10 décembre 2012) :
- Darevskia valentini lantzicyreni (Darevsky & Eiselt, 1967)
- Darevskia valentini spitzenbergerae (Eiselt, Darevsky & Schmidtler, 1992)
- Darevskia valentini valentini (Boettger, 1892)

## Étymologie
Cette espèce est nommée en l'honneur de Jean Valentin (1868–1898).

## Publications originales
- Boettger, 1892 : Kriechthiere der Kaukasusländer, gesammelt durch die Radde-Valentin’sche Expedition nach dem Karabagh und durch die Herren Dr. J. Valentin un P. Reibisch. Bericht über die Senckenbergische Naturforschende Gesellschaft in Frankfurt am Main, vol. 1892, p. 131-150.
- Darevsky & Eiselt, 1967 : Ein neuer Name fur Lacerta saxicola mehelyi Lantz & Cyren 1936. Annalen des Naturhistorischen Museums in Wien, vol. 70, p. 107 (texte intégral).
- Eiselt, Darevsky & Schmidtler, 1992 : Untersuchungen an Felseidechsen (Lacerta saxicola-Komplex; Reptilia: Lacertidae) in der östlichen Türkei. 1. Lacerta valentini Boettger. Annalen des Naturhistorischen Museums Wien, ser. B, vol. 93, p. 1-18.
- Lantz & Cyrén, 1936 : Contribution à la connaissance de Lacerta saxicola Eversmann. Bulletin de la Société zoologique de France (Paris), vol. 61, p. 159-181.